# 巨大的轟鳴
巨大的轟鳴（英語：Gigantic Roar）為來自台灣高雄的龐克樂團，曾獲得第六屆金音創作獎最佳現場演出獎。現有團員為王之佑（主唱）、黃堂軒（鼓）、侯柏第（貝斯）、魏境含（電吉他）。

## 簡歷
- 2012年2月成立。
- 2012年參加巨獸搖滾音樂祭。
- 2012年10月休團。
- 2013年3月復出，10月發行「1st Demo 突然決定去泡溫泉」。
- 2014年5月發行首張錄音室EP「登鸛雀樓」。
- 2014年12月入圍第5屆金音創作獎最佳現場演出，第一代吉他手蔡亮廷離團。
- 2015年6月發行「2nd Demo 你是豬排」。
- 2015年11月獲得第6屆金音創作獎最佳現場演出獎。
- 2015年11月，首次造訪香港、馬來西亞、新加坡等國演出。
- 2016年4月發行專輯「老子有的是時間」。

## 音樂作品

#### Mixtape
| 專輯 | 發行日期   | 專輯名稱     | 語言 | 曲目                                                                               |
| 1    | 2013年10月 | 《1st Demo》 | 華語 | 1. 突然決定去泡溫泉 Suddenly Decided to Go to a Hot Spring 2. 大家一起來玩德州撲克 |
| 2    | 2015年6月  | 《2nd Demo》 | 華語 | 1. 你是豬排 Pork You 2. 在路上 On The Road                                         |

#### EP
| 專輯 | 發行日期  | 專輯名稱     | 語言 | 曲目 |
| 1    | 2014年5月 | 《登鸛雀樓》 | 華語 | 1. 登鸛雀樓 Climbing Up the Birdy Tower 2. 小紅帽的悲劇 The Tragedy Of Little Red Riding Hood 3. 我愛妳因為妳有大眼睛 I Love You 'Cause You've got Big Big Eyes 4. 一分耕耘沒有一分收穫 They that Sow in Tears Shall Still Reap in Sorrow |

#### 專輯
| 專輯 | 發行日期  | 專輯名稱           | 語言 | 曲目 |
| 1    | 2016年4月 | 《老子有的是時間》 | 華語 | 1. 媽媽我要吃肉 Mommy I Wanna Eat Meat 2. 美式快餐 American Fast Food 3. 老子有的是時間 Ain't Got Nothing But Time, Son 4. 台上一分鐘 One Minute On Stage 5. ASHS 6. 菜組長 Captain Tsai 7. 你是豬排 Pork You 8. 靠腰毛里森 Hungry Morrison |

#### 單曲
| 專輯 | 發行日期  | 專輯名稱          | 語言                    | 曲目    |
| 1    | 2013年4月 | 《南面而歌101年》 | 華語/台語/客語/泰雅族語 | 1. 前夕 |

## 外部連結
- 巨大的轟鳴粉絲專頁
- 巨大的轟鳴官方網站 （页面存档备份，存于）
- 登鸛雀樓MV （页面存档备份，存于）
- 巨大的轟鳴官方IndieVox
- 趙雅芬專欄－專訪巨大的轟鳴 （页面存档备份，存于）